# Saïd Chengriha
Saïd Chengriha (en arabe : سعيد شنقريحة), né le 1er août 1945 à El Kantara (dans l'actuelle wilaya de Biskra), est un général algérien.
Commandant des Forces terrestres algériennes de 2018 à 2020, il est nommé chef d'État-Major de l'Armée nationale populaire par le président Abdelmadjid Tebboune à la suite de la mort d'Ahmed Gaïd Salah.

## Situation personnelle
Saïd Chengriha naît le 1er août 1945 à El Kantara, en Algérie (région des Aurès) .
Il est issu de l’une des vieilles familles de la région. Son oncle Abdelkader Chengriha est l’un des fondateurs du Croissant-Rouge algérien et est également membre du ministère de l’Armement et des Liaisons générales (MALG), service de renseignement extérieur du gouvernement provisoire de la République algérienne (GPRA). Après avoir émigré au Maroc, Abdelkader Chengriha participe à la création du centre de transmission de l’Armée de libération nationale (ALN).
Saïd Chengriha est marié et père de six enfants.

## Carrière militaire

### Débuts et ascension
Saïd Chengriha s’engage quand l’Armée de libération nationale (ALN) devient l’Armée nationale populaire (ANP). Formé à l’école de Saint-Cyr Coëtquidan, en France, il fait partie de la première « promotion de l’Indépendance ».
Durant la guerre d'usure dans le conflit israélo-arabe, il est envoyé en Égypte. À son retour, il est nommé chef de régiment de chars au sein de la 8e brigade blindée. Cette brigade, qui est bientôt transformée en division, est commandée par de futures personnalités majeures de l’État, comme le futur président Liamine Zéroual, Lakehal Ayat, qui dirigera le renseignement dans les années 1980, ou le général Hocine Benhadid, avec qui Saïd Chengriha entretiendra toujours de très bons rapports. Chengriha a une formation d’officier d'infanterie et suit le cours d’état-major à l'académie russe de Vorochilov pendant les années 1970.
Saïd Chengriha participe également à la Guerre du Kippour, en 1973. Le corps expéditionnaire algérien est alors commandé par des officiers supérieurs qui joueront des rôles politique et militaire déterminants dans l’Algérie des années 1990 et 2000 : parmi eux se trouvent Khaled Nezzar et Abdelmalek Guenaizia.
Pendant la guerre civile algérienne des années 1990, Saïd Chengriha et Abdelaziz Medjahed, son supérieur direct, sont envoyés dans le secteur opérationnel de Bouira (SOB), à une centaine de kilomètres au sud-est d’Alger. Habib Souaïdia, ancien des Forces spéciales de l'Armée algérienne, évoque la brutalité de la gestion des opérations anti-terroristes dans son livre La Sale Guerre ; le général Khaled Nezzar, dans un entretien accordé au journal français Le Figaro, contredira son témoignage, mais sera débouté de son procès en diffamation.
Après deux ans de combat et une réorganisation du dispositif anti-insurrectionnel, Saïd Chengriha regagne le commandement de la 8e division blindée à Ras el-Mâ, dans la wilaya de Sidi Bel Abbès. Il est chargé de réfléchir à la modernisation de l’armée de terre. Il est promu général en 1998, puis général-major en 2003. Il est commandant de la région militaire III de 2004 à 2018. 
Saïd Chengriha est dépeint comme un « faucon anti-marocain », notamment après la fuite de passages d’un discours qu’il donne lors de manœuvres en mars 2016, dans lequel il salue la lutte « du peuple sahraoui » pour son indépendance. Durant sa période comme commandant de la région militaire III, il procède à quelques incursions dans la gestion des affaires civiles. En février 2015, il intervient pour calmer les travailleurs d’Air Algérie qui avaient paralysé l’aéroport de Béchar par une grève surprise. En novembre 2017, au lendemain des législatives, alors que la population de Tindouf se soulève contre des résultats jugés truqués, l’intervention de Chengriha permet le retour au calme.
Le 27 août 2018, il est nommé commandant des Forces terrestres, succédant au général major Ahcène Tafer, limogé après une purge. Durant son long parcours militaire, Saïd Chengriha occupe des postes sensibles et stratégiques. Il est en effet à la tête du commandement de bataillon, puis adjoint chef de la 3e région militaire. Durant la période des manifestations (Hirak) qui commencent en février 2019 et qui voient à nouveau l’armée jouer un rôle de premier plan et Ahmed Gaïd Salah pousser à la démission le président Abdelaziz Bouteflika, Chengriha se voit confier une partie des pouvoirs de Gaïd Salah, qui s’efforce de ramener le calme. Néanmoins, il désapprouve la décision de ce dernier de faire emprisonner les généraux Hocine Benhadid et Ali Ghediri pour avoir osé remettre en question les choix du chef d’état-major.

### Chef d'État-Major
Le 23 décembre 2019, Saïd Chengriha est nommé chef d'État-Major de l'Armée nationale populaire par intérim par le président de la République Abdelmadjid Tebboune, succédant au défunt général de corps d'armée Ahmed Gaïd Salah. Le 17 mars 2020, il nomme Ammar Atamnia à la tête des forces terrestres. Le 3 juillet suivant, au lendemain de sa promotion comme général de corps d'armée, il est confirmé dans ses fonctions de chef d'État-Major.
L'historien Jean-Pierre Filiu considère en avril 2021 que Saïd Chengriha est le véritable « homme fort » du pays, avant le président Abdelmadjid Tebboune. Il affirme que le chef d’État-Major a bridé le président Tebboune en février 2021, lorsque, après avoir annoncé un remaniement gouvernemental, celui-ci n'est parvenu à changer ni le Premier ministre, ni les titulaires des portefeuilles régaliens.
Bien qu'il soit le premier chef d’État-Major sans aucun passé dans la lutte anti-coloniale, Saïd Chengriha choisit, d'après Filiu, de relancer la guerre des mémoires pour conforter un statu quo qui est favorable depuis la fin de la guerre d'Algérie aux généraux algériens. Ce choix se fait a contrario des revendications du mouvement de protestation Hirak, dont l’une des exigences est celle d’un gouvernement pleinement civil, enfin émancipé de la tutelle militaire. Ce serait dans cette optique que Chengriha s’efforce de caricaturer la contestation populaire en « complot de l’étranger », dont la France serait l’inspiratrice. Il balaie ainsi les gestes déjà accomplis par le président français Emmanuel Macron en vue d’une réconciliation des mémoires entre la France et l’Algérie. Il est nommé général d'armée le 4 juillet 2022.
Il se rend en visite en France en janvier 2023.
En 2024, deux généraux et trois colonels de la Garde républicaine algérienne sont arrêtés à la demande du général Saïd Chengriha. Pour le journaliste Nicolas Beau, il s'agit d'un « nouveau témoignage des luttes intestines qui se poursuivent au sein de l’institution militaire ».

### Allégations de corruption
En 2022, Guermit Bounouira, ancien secrétaire particulier du général Ahmed Gaïd Salah, met en cause Saïd Chengriha pour des opérations de trafic de drogue et d'armes qu'il estime à 25 milliards de dollars par an : « Dans chaque opération, la part de chengriha est prélevée dans ce trafic de drogue et des armes au Sahara à travers les colonels Mahjoubi chef des forces armées de la 2ème région et le colonel Yahia Ali Oulhadj  chef de la gendarmerie de la 3ème région militaire dirigée par Chengriha. »,.

## Fonctions gouvernementales
En novembre 2024, le général Chengriha fait son entrée au sein du gouvernement algérien comme délégué à la défense nationale.